# Tchang Ťia-süan
Tchang Ťia-süan (čínsky pchin-jinem Táng Jiāxuán, znaky 唐家璇; * 17. ledna 1938) je bývalý čínský komunistický politik, státní poradce státní rady (2003–2008) a ministr zahraničí (1998–2003), v letech 1997–2007 člen ústředního výboru Komunistické strany Číny. Předtím působil jako pomocník (1991–1993) a náměstek (1993–1998) ministra zahraničí, na ministerstvu zahraničních věcí pracoval od roku 1964, zabýval se především vztahy s Japonskem.

## Kariéra
Tchang Ťia-süan se narodil 17. ledna 1938 v Čen-ťiangu v provincii Ťiang-su. V letech 1955–1958 studoval angličtinu na Univerzitě Fu-tan v Šanghaji; v letech 1958–1962 studoval japonštinu na Pekingské univerzitě. Poté pracoval v externím týmu pro japonštinu úřadu pro rozhlasové a televizní vysílání, roku 1964 přešel do překladatelského týmu ministerstva zahraničních věcí.
Za kulturní revoluce byl v letech 1969–1970 přesunut do jedné ze škol kádrů 7. května pro zaměstnance ministerstva zahraničních věcí, kde se věnoval mauální práci a studiu. Roku 1970 se mohl vrátit k odborné práci jako zástupce ředitele Čínského lidového sdružení pro přátelství se zahraničím a ředitel Čínsko-japonského sdružení přátelství; roku 1973 vstoupil do Komunistické strany Číny.
V letech 1978–1983 působil jako druhý tajemník a pak první tajemník čínského velvyslanectví v Japonsku. Poté vykonával funkci zástupce vedoucího skupiny pro nápravu stranické práce v sektoru zahraničních věcí ústředních státních orgánů a v letech 1985 až 1988 byl zástupcem ředitele asijského odboru ministerstva zahraničních věcí. Od roku 1988 sloužil ve vyšších funkcích (rada - vyslanec a vyslanec) na čínské ambasádě v Tokiu. Roku 1991 se vrátil na ministerstvo do funkce pomocníka ministra zahraničí, od roku 1993 zastával úřad náměstka ministra zahraničí.
Na XV. sjezdu KS Číny v září 1997 byl zvolen členem ústředního výboru (znovuzvolen na následujícím sjezdu roku 2002, ve funkci do roku 2007). Ve vládě Ču Žung-ťi ho jmenované v březnu 1998 obdržel úřad ministra zahraničí. V následující vládě Wen Ťia-paoa jmenované v březnu 2003 zaujal funkci státního poradce (úřad o stupeň nižší než místopředseda vlády), státním poradcem zůstal do konce funkčního období vlády v březnu 2008. Současně byl od roku 2004 prezidentem Čínského institutu mezinárodních vztahů.
Od března 2012 je předsedou Asociace čínsko-japonského přátelství. 